# Lónyay-kastély (Tuzsér)
A tuzséri Lónyay-kastély a falu északi részén a tiszakanyar középpontjában, a védőtöltéstől 300-350 méternyi távolságra áll. A hagyományok szerint a régi Ambrózy-kastély bástyákkal erődített várkastélyából, feltehetően annak anyagát is felhasználva épült át mai alakjára nagyrészt a 18. század utolsó negyedében, 1787 után. Jellege eredetileg földszintes barokk udvarház volt, mely szárny épületeinek megépítésével ma zárt együttest alkot.

## Története
A kastély építtetőjéről, Lónyay János-ról kapta nevét, aki Mária Terézia testőrségének tagja volt. A gróf bécsi tartózkodása alatt megismerkedve a barokk építészettel, hazatérve birtokára építtette meg kastélyát, bécsi minta szerint.
Az eredeti kastélyépület mindössze hat nagyobb helyiségből állt, melyet 1880 körül kibővítettek, Lónyay Menyhért - feltehetően Ybl Miklós tervei alapján - emeletes, oromfalas szárnyépületekkel toldatta meg. A kerti és az utcai homlokzat tagozatai neobarokk részletformákat kaptak, így az épület eredeti barokk megjelenése eklektikusra változott. Ekkor történt a manzárdtető beépítése is, ahol vendégszobákat és fürdőszobát alakítottak ki. 
A kastély eredeti alaprajzi és homlokzati terveit a nagyterem mennyezet freskói őrizték meg számunkra.
A melléképületek és a két kapuépület a 18. század végén épült.
A melléképület északkeleti részében eredetileg cselédlakások és vendégszobák voltak, a déli melléképület gazdasági funkciót látott el, itt helyezték el az istállót és a konyhát.
A kastélyudvarra barokk kovácsoltvas rácsozatú főkapun keresztül vezet az út, melyet egy tuzséri kovácsmester: Barabás Sándor készített.
A két sarokpavilont Ybl Miklós az eredeti épülethez hasonlóan középrizalittal, s felette íves elleníves oromfallal képezte ki. A mansard padlásterét lakószobákkal építette be. A külső homlokzaton valamennyi ajtó-, ablakkeretre, párkányra neobarokk gipsz ornamentika került. Ekkor építették a lapos tetős kocsialáhajtót is, mely az oromfalat részben eltakarja. Később az oldalszárnyak alatt dongaboltozatos pincét építettek ki.
Az eredetileg közel tízholdas, egészen a Tisza-partig nyúló, a kor divatjához igazodó angol parkot a kastély építésével párhuzamosan alakították ki. A kastélykertben - a mai futballpálya helyén - teniszpálya állt. A kertben épült egy hatalmas virágház is, illetve egy jégverem is helyet kapott itt. Az egykori Kápolna-domb helyén alakították ki a családi sírkertet.
A kastélyt a háború után rövid ideig még üdülőnek használták, de aztán fokozatosan tönkrement. 1947-ben a kastély állami tulajdonba került.

### A nagyterem freskói

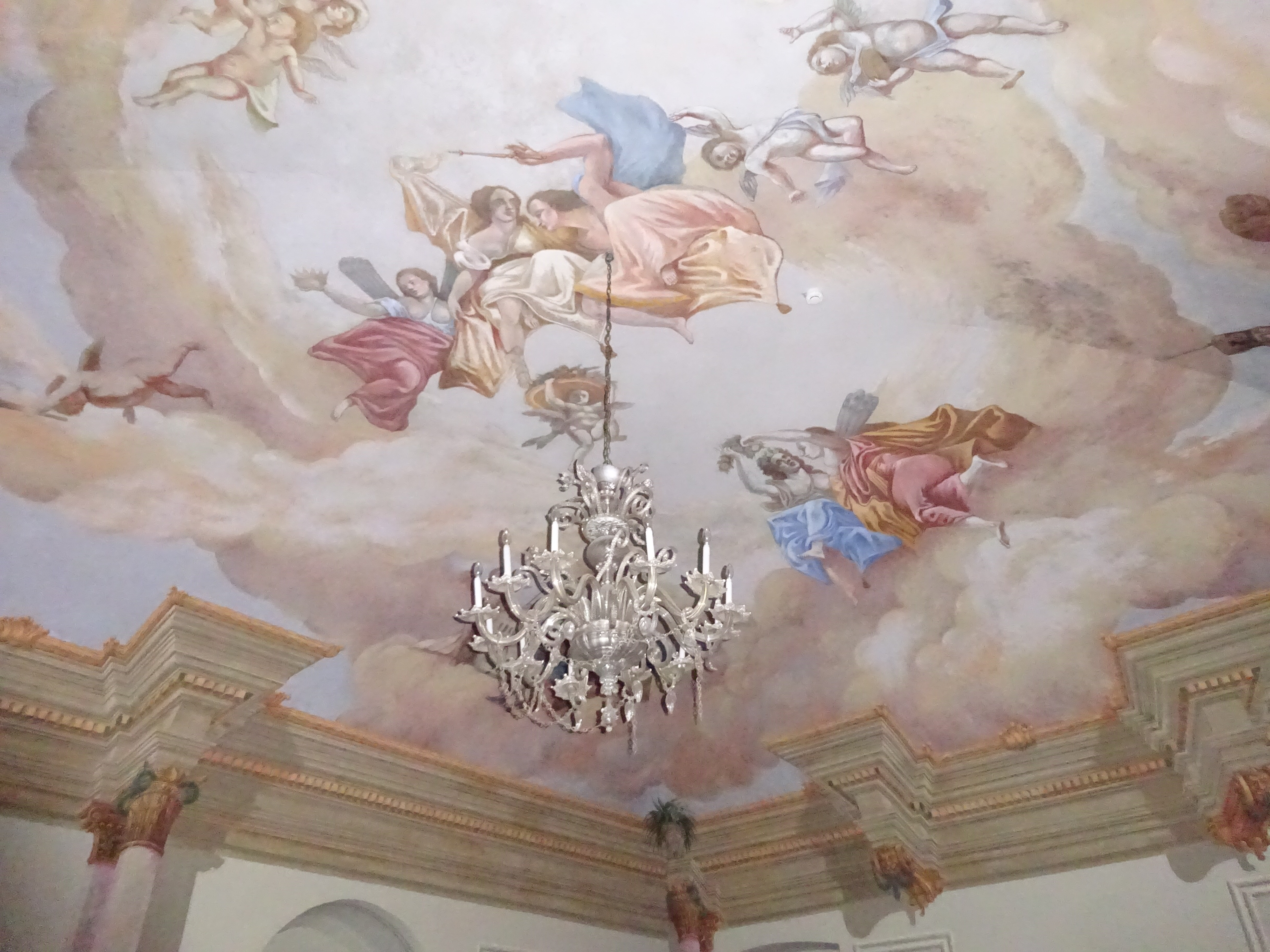

A kastély legérdekesebb része a díszterem freskója, amelyet az eperjesi származású, bécsi Akadémián tanult Wurtzinger Mihály készített 1797-ben.
Falait Wurczinger perspektivikusan megfestett oszlopokkal tagolta. Az 1790-es évvel szignált barokkos, allegorikus mennyezetfestményen mitológiai alakok, görög-római istenek, antik géniuszok felvonultatásával mintegy az Olümposz-t jeleníti meg.
A szemközti fal felhőin ül az építtető Lónyay János óbester piros színű testőri díszruhában, zsinóros mentével. Fején hatalmas föveget visel. Mögötte hadi trófeák, ágyúcső, kard, lándzsa, dob és zászló látható. Kezében egy ülő oroszlán hátához támasztott tekercset tart, amely a kastély parkját és kerti homlokzatát mutatja.
A hazai festészetünkben ritkaságnak számító ábrázolásmód; a tervező és az építtető alakját is megjeleníti. A portrék elrendezése talán tudatos volt, mely egy tükör segítségével lehetővé teszi, hogy a két portré egyszerre legyen látható.
A hagyományok szerint Wurtzinger állítólag műveinek szignálása közben zuhant le az állványról és itt lelte halálát.
A kastély másik festett helyisége, az empire-terem 1820 körül készült, grisaille képeit ismeretlen festő készítette.

## Képek a kastélyról

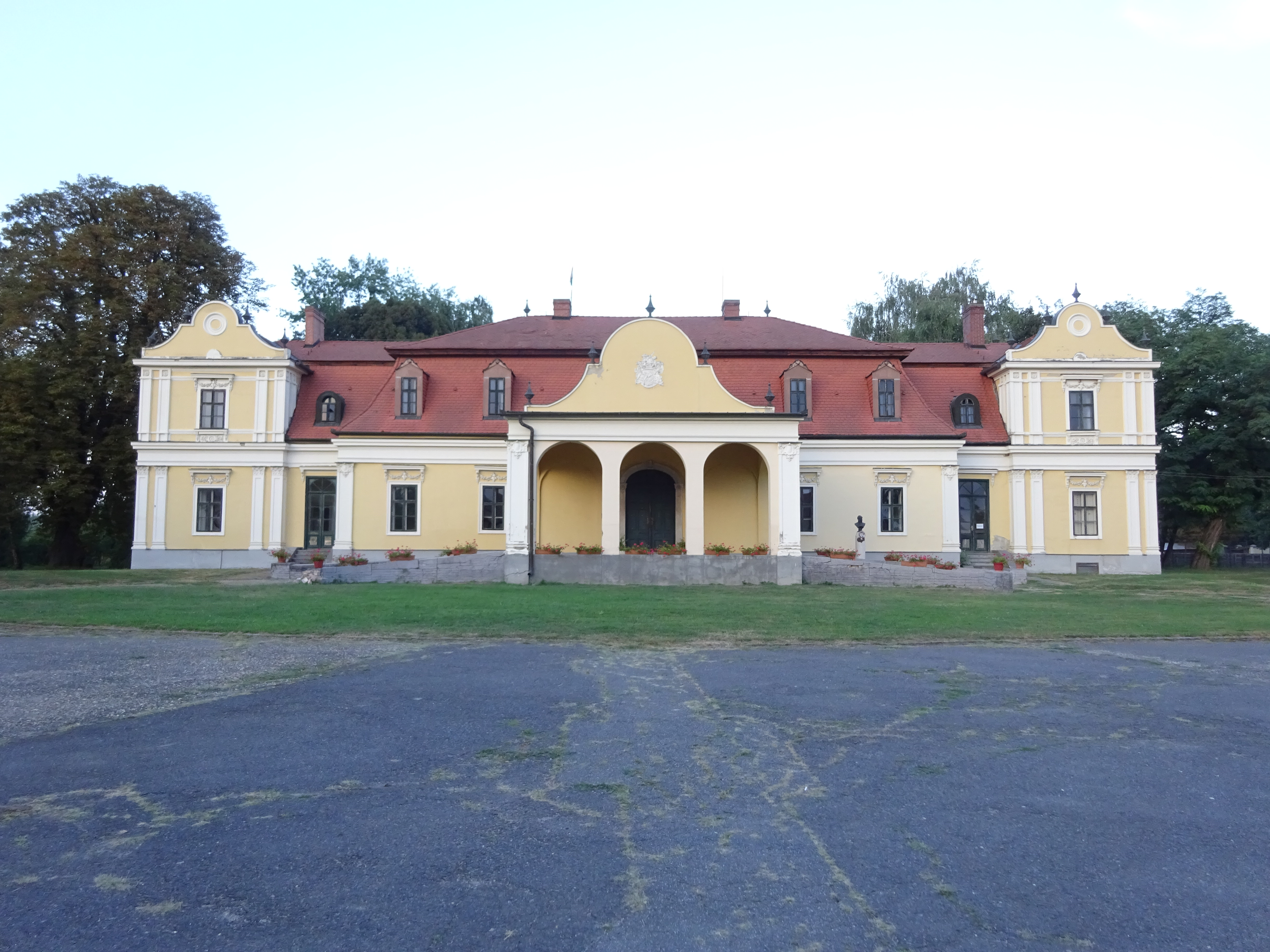
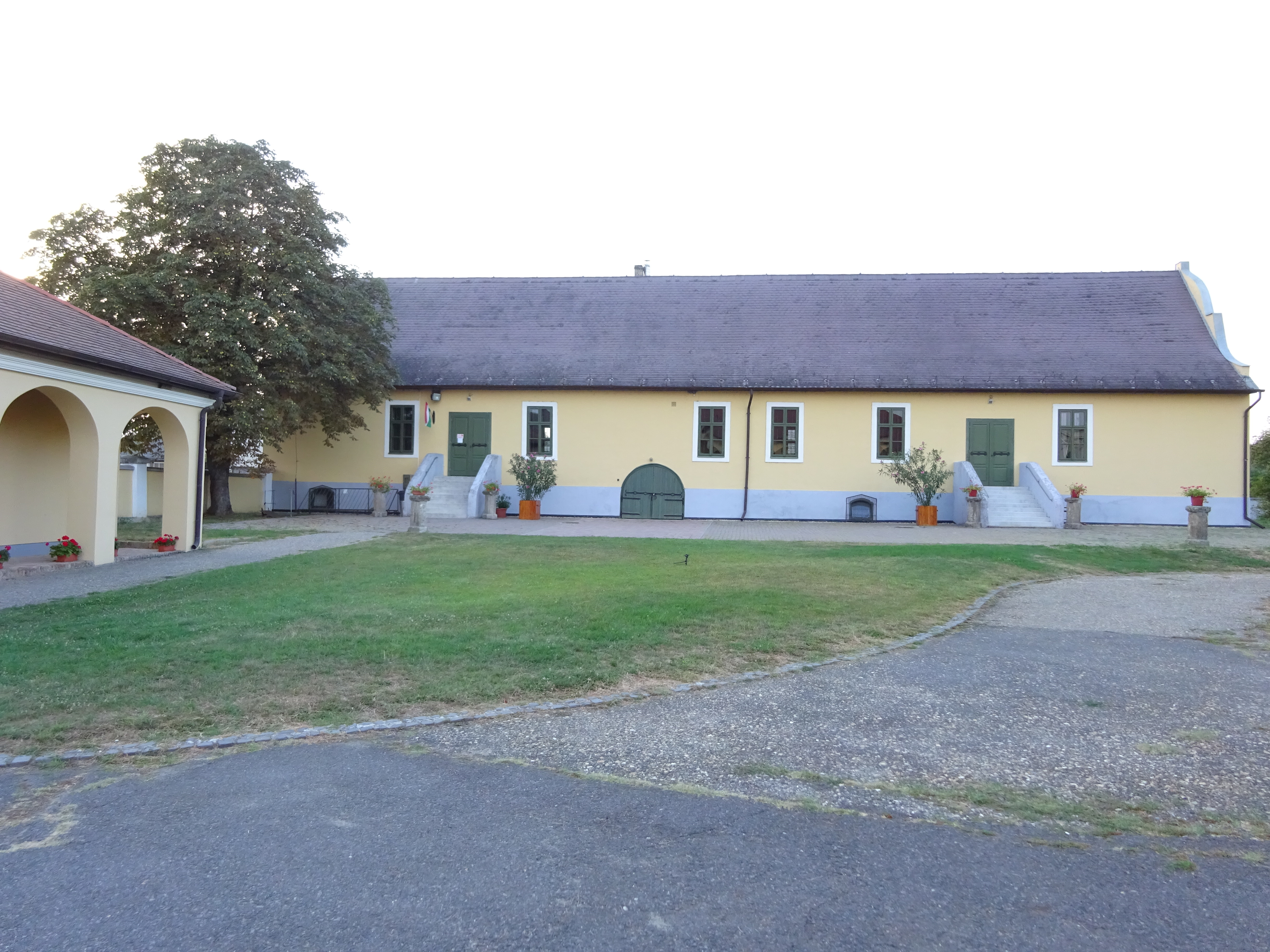

## Külső hivatkozások
- Lónyay-kastély (Tuzsér). Műemlékem.hu
- Lónyay-kastély a Vendégvárón
- Lónyay-kastély, Tuzsér